# Compañía Auxiliar de Navegación Aérea
CANA (Compañía Auxiliar de Navegación Aérea) fue una aerolínea española, con sede en Palma de Mallorca.
Dedicada al transporte de mercancías y taxi-aéreo, entre la Península, Baleares, Canarias y Norte de África. Cesó su actividad por problemas financieros en 1949.

## Historia
CANA comenzó volando entre las principales ciudades peninsulares, llevando toreros de moda y hombres de negocios que podían permitirse pagar las tarifas de los viajes privados.
La carencia de un tráfico aéreo comercial no regular en España al finalizar la Segunda Guerra Mundial, despertó el interés del piloto Ultano Kindelán que pese a las dificultades económicas que atravesaba España, su entusiasmo le llevó a impulsar la creación de una empresa dedicada al transporte de mercancías y taxi-aéreo, entre la Península, Baleares, Canarias y Norte de África, denominada  CANA (Compañía Auxiliar de Navegación Aérea)

## Flota
Dos aviones Siebel Si-204A, cuatro Miles M-57 Aerovan, tres Miles M-65 Gémini y un Miles M-38 Messenger.